# Список самых высоких зданий Исландии
Список самых высоких зданий Исландии — перечень самых высоких зданий страны.

## Список
В этом списке приведены небоскрёбы Исландии с высотой от 40 метров, основанные на стандартных измерениях высоты. Эта высота включает шпили и архитектурные детали, но не включает антенны радиовышек и башен. Существующие сооружения включены для построения рейтинга, основываясь на текущей высоте. Знак равенства (=) после ранга указывает на ту же высоту между двумя или более зданий. В столбце «Год» означает год, в котором здание было завершено. Свободно стоящие башни, оттяжки мачта и другие нежилые структуры включены для сравнения, однако, они не ранжированы.
| Место | Фото | Здание                  | Город      | Высота м | Этажность | Год постройки | Примечания                                                       |
| ----- | ---- | ----------------------- | ---------- | -------- | --------- | ------------- | ---------------------------------------------------------------- |
| 1     |      | Smáratorg Tower         | Коупавогюр | 78       | 20        | 2005—2008     | [ 1 ]                                                            |
| 2     |      | Хадльгримскиркья        | Рейкьявик  | 74,5     |           | 1945—1986     | Церковь                                                          |
| 3     |      | Höfðatorg Tower 1       | Рейкьявик  | 73       | 19        | 2008—2009     | [ 3 ] [ 4 ]                                                      |
| 4     |      | Vatnsstígur 16-18       | Рейкьявик  | 63       | 19        | 2006—2010     |                                                                  |
| 5     |      | Nýr Norðurturn          | Коупавогюр | 61       | 15        | 2013—2016     | [ 5 ]                                                            |
| 6     |      | Norðurturninn           | Коупавогюр | 60       | 15        | 200?—2016     | Строительство было заморожено в 2008 году и возобновлено в 2015. |
| 7     |      | Grand Hótel Reykjavík   | Рейкьявик  | 59       | 14        | 2007          |                                                                  |
| 8     |      | Торговый дом (Исландия) | Рейкьявик  | 54       | 14        | 1975—1981     | [ 6 ]                                                            |
| 9     |      | Концертный зал «Харпа»  | Рейкьявик  | 43       | 3         | 2007—2011     | Концертный зал                                                   |